# محافظة زامبيزيا
محافظة زامبيزيا (بالإنجليزية: Zambezia Province)‏ هي محافظة في موزمبيق، تتبع موزمبيق، عاصمتها كيليماني، تبلغ مساحتها 103٬478٫0 كيلومتر مربع.

## الموقع
تشترك في الحدود مع:
- محافظة نياسا
- محافظة سوفالا
- محافظة نامبولا
- محافظة تيتي.